# Línguas sorábias
As línguas sorábias (também ditas sórbias, lusacianas ou ainda lusácias) são um grupo de idiomas da família indo-europeia que pertencem ao grupo eslavo, frequentemente agrupados sob a denominação sorábio ou sórbio. Faladas pelos antigos eslavos do rio Elba estabelecidos no leste da Alemanha no século VI, as línguas sorábias ainda são faladas hoje em dia na Lusácia, província histórica situada nos atuais estados (Länder) da Saxônia e de Brandemburgo, por pelo menos 60.000 pessoas (sorábios). O grupo se divide em duas línguas distintas, o Alto sorábio e o Baixo sorábio.

## História
Os textos mais antigos existentes em sorábio são do século XVI, mesmo havendo evidências fragmentadas de séculos anteriores na forma de palavras, frases e sentenças curtas em documentos latinos e alemães. Um desses documentos é a “Crônica” do bispo Dietmar de Merseburgo, escrita em 1012-1018. O primeiro texto sorábio é o “Juramento dos cidadãos de Bautzen” (1532), documento onde os cidadãos de Bautzen/Budyšin juravam lealdade ao rei e às autoridades locais.
O primeiro livro em sorábio é um catecismo e hinário em baixo sorábio de 1574; em alto sorábio o primeiro livro impresso é também outro catecismo traduzido e publicado em 1595. Um manuscrito do Novo Testamento traduzido do alemão para o sorábio por Mikławš Jakubica em 1548, está no dialeto que se falou a leste do rio Neisse (Nysa em polonês), na vizinha Sorau (Żary em polonês).
Durante o século XVII aparecem três gramáticas sorábias mas apenas uma foi impressa; tratava-se da Principia linguae wendicae quam aliqui wandalican vocant de Jacobus Xaverius Ticinus, baseada no dialeto setentrional de Wittichenau/Kulow. Mas a principal esfera de atividade literária da língua antes do século XIX foram as igrejas, no que a tradução da Bíblia teve um papel determinante em seu desenvolvimento.
A impressão da Bíblia em alto sorábio pelos luteranos começa com a aparição em 1670 da tradução impressa dos Evangelhos de Mateus e Marcos por Michał Frencel, ao que se seguiu a impressão de todo o Novo Testamento em 1706, um ano após a morte de Frencel. Frencel escreveu no dialeto de Bautzen/Budyšin, um sub-dialeto falado ao sul desta cidade. Em 1703 os Estados da Alta Lusácia estabeleceram um comitê para traduzir a Bíblia usando uma variante literária amplamente baseada na região de Bautzen/Budyšin. Esta tradução foi publicada em 1728 e estabeleceu esta variante da língua como a normativa para os luteranos. Sucessos de similar importância foram as publicações em baixo sórbio da tradução do Novo Testamento de Gottlieb Fabricius e da do Antigo Testamento feita por Friedrich Fryco, de 1796 em Cottbus/Chośebuz. Essas traduções estabeleceram o dialeto de Cottbus como a base da língua literária em baixo sorábio.
A língua normativa alto sorábio para os católicos durante o século XVII estava baseada no dialeto de Wittichenau/Kulow. A especial influência desta pequena cidade, situada a 7 km ao sul de Hoyerswerda/Wojerecy, deve-se provavelmente ao fato de que possuía uma escola de gramática da qual podiam sair clérigos influentes. Nessa cidade nasceu Jurij Hawštyn Swětlik (1650-1729), que entre 1688 e 1707 traduziu toda a Vulgata para a língua literária baseada neste mesmo dialeto, mesmo nunca tendo sido publicada. Não obstante, como resultado deste trabalho, publicou-se seu Vocabularium Latino-Serbicum (Bautzen, 1721), o primeiro dicionário sórbio. Em meados do século XVIII os católicos sorábios de Crostwitz/Chrósćicy passaram a ter uma forte influência nos círculos governantes da hierarquia católica e a língua literária para os católicos pode-se estabelecer a partir de 1750 baseada no dialeto de Crostwitz/Chrósćicy.
A língua sorábia não possui limites precisos e definidos, nem naturais nem de outra categoria. No século X a população de língua sórbia se fixou na região entre os rios Saale (a oeste) e Bober e Queis (a leste); no norte se estendia desde onde hoje estão Berlim e Frankfurt; no sul estava limitada por Erzgebirge e Lausitzer Gebirge. As línguas vizinhas eram o polábio ao norte, o polonês a leste, o tcheco ao sul e o alemão a oeste. Portanto, o sórbio era falado numa região que se estendia a leste desde o rio Neisse no que hoje é território polonês e incluia, a oeste, as terras onde posteriormente apareceram as cidades de Halle, Leipzig/Lipsk, Zwickau e Chemnitz/Kamjenica.
No decorrer dos séculos posteriores o território de línguas sorábias se contraiu progressivamente até chegar, no século XIX, a cerca de 80 km a sudeste de Berlim.[carece de fontes?] O limite meridional está a menos de 8 km da República Tcheca.[carece de fontes?] A população rural, desde o princípio do século XX foi predominantemente falante de sórbio, enquanto as cidades principais da região (Bautzen/Budyšin, Hoyerswerda/Wojerecy, Cottbus/Chośebuz, Senftenberg/Zły Komorow e Spremberg/Grodk) foram sempre de língua alemã desde que foram fundadas na Idade Média.[carece de fontes?]
A região habitada pelos sorábios constituiu antigamente os margrávios (províncias fronteiriças) da Alta Lusácia e Baixa Lusácia, sendo por isso o sorábio também conhecido como lusaciano. Em alemão o termo mais comum até a Segunda Guerra Mundial foi wendisch, mas sorbisch também se usou. Após a guerra apenas a forma sorbisch foi usada oficialmente e agora é dominante, enquanto o termo wendisch foi resgatado na Baixa Lusácia a partir de 1991. O adjetivo equivalente tanto no alto quanto no baixo sorábio é serbski.
Muito antes do século XIX a região falante de sorábio havia se convertido numa ilha rodeada de falantes de alemão e isolada do tcheco e do polonês. Desse século em diante a população falante de sórbio tem sido progressivamente diluída pela imigração alemã, pela emigração sórbia e a tendência dos sórbios de preferir o alemão ao sorábio. Atualmente a região é de língua predominantemente alemã, o que não quer dizer que o sorábio esteja morrendo; há um enclave geográfico formado por 40 localidades a noroeste de Bautzen/Budyšin que são principalmente católicos e que formam uma comunidade fechada falante de sorábio. Este é o núcleo de uma população esparsa de sorábios por toda a Lusácia.

## Dados
Atualmente se calcula o número oficial de falantes de sorábio na Alemanha em cerca de 60.000 pessoas, dos quais mais da metade são luteranos, a quarta parte são católicos e os demais não possuem denominação confessional. Todos são bilíngües em alemão.
A Constituição alemã garante e apóia os direitos culturais dos sórbios. Existem jornais e revistas em alto sorábio (Serbske Nowiny, Katolski Posoł, Pomhaj Bóh, Rozhlad, Płomjo) e uma revista semanal em baixo sorábio e alemão (Nowy Casnik), que sobrevivem graças a subsídios estatais.
Um papel central na manutenção da língua sórbia têm as Igreja Católicas e Luteranas. A missa é conduzida em sórbio nas paróquias católicas e os serviços luteranos também se realizam em sórbio, ainda que com menos freqüência.
Há estimativas que pregam que o total de falantes de sorábio atingiria 150.000 pessoas.

## Divisões linguísticas
Como já mencionado nos parágrafos anteriores, a área divide-se naturalmente e linguisticamente em duas sub-áreas, em Lusácia Superior (em torno de Bautzen/Budyšin) e na Baixa Lusácia (em torno de Cottbus/Chośebuz), com duas línguas escritas padrão correspondentes, o alto sorábio e o baixo sorábio, cada qual com sua forma normativa literária.

## Gramática
Há três gêneros e três números; o dual é preservado nos substantivos, adjectivos, pronomes e verbos. A ordem da oração é sujeito, verbo e predicado.

## Comparação entre línguas
| Português | Alto Sorábio | Baixo Sorábio | Polábio             | Polaco   | Checo  | Esloveno | Russo             | Servo-croata      | Ucraniano        |
| Homem     | čłowjek      | cłowjek       | clawak, clôwak      | człowiek | člověk | člôvek   | человек (čelovék) | čov(j)ek/човjек   | людина (ljudyna) |
| Tarde     | wječor       | wjacor        | vicer               | wieczór  | večer  | večér    | вечер (véčer)     | večer/вечеp       | вечір (večir)    |
| Irmão     | bratr        | bratš         | brot                | brat     | bratr  | bràt     | брат (brat)       | brat/брат         | брат (brat)      |
| Dia       | dźeń         | źeń           | dôn                 | dzień    | den    | dán      | день (deń)        | dan/дaн           | день (deń)       |
| Mão       | ruka         | ruka          | ręka                | ręka     | ruka   | rôka     | рука (ruká)       | ruka/рyка         | рука (ruka)      |
| Outono    | nazyma       | nazyma        | prenja zaima, jisin | jesień   | podzim | jesén    | осень (óseń)      | jesen/jeсен       | осінь (osiń)     |
| Neve      | sněh         | sněg          | sneg                | śnieg    | sníh   | snég     | снег (sneg)       | sn(ij)eg/сн(иj)ег | сніг (snih)      |
| Verão     | lěćo         | lěśe          | let                 | lato     | léto   | polétje  | лето (léto)       | ljeto/љето        | літо (líto)      |
| Irmã      | sotra        | sotša         | sestra              | siostra  | sestra | sêstra   | сестра (sestrá)   | sestra/сестра     | сестра (sestrá)  |
| Peixe     | ryba         | ryba          | ryba                | ryba     | ryba   | ríba     | рыба (rýba)       | riba/риба         | риба (ryba)      |
| Fogo      | woheń        | wogeń         | widin               | ogień    | oheň   | ôgənj    | огонь (ogón')     | vatra/вaтрa       | вогонь (vohón')  |
| Água      | woda         | wóda          | wôda                | woda     | voda   | vôda     | вода (vodá)       | voda/вóда         | вода (vodá)      |
| Vento     | wětr         | wjatš         | wjôter              | wiatr    | vítr   | vétər    | ветер (véter)     | vjetar/вjетaр     | вíтер (víter)    |
| Inverno   | zyma         | zyma          | zaima               | zima     | zima   | zíma     | зима (zimá)       | zima/зима         | зимá (zymá)      |
| --------- | ------------ | ------------- | ------------------- | -------- | ------ | -------- | ----------------- | ----------------- | ---------------- |